# گزارش صبحگاهی (پزشکی)
گزاش صبحگاهی Morning report یکی از جلسات آموزشی در بیمارستان‌های آموزشی است که به منظور ارائه گزارش از بیماران بستری شده و اقدامات انجام‌شده توسط پزشکان مستقر در بیمارستان در کشیک قبلی تشکلیل می‌شود. به‌طور معمول بیشتر گروه‌های آموزشی به‌طور مستقل جلسات گزارش صبحگاهی خود را برگزار می‌کنند که معمولاً استادان صاحب‌نظر گروه در جلسات حضور داشته و دربارهٔ اقدامات انجام شده اظهار نظر کرده و مطالب آموزشی را ضمن آن به دانشجویان منتقل می‌کنند. به‌طور معمول مسئول اجرایی برگزاری جلسات گزارش صبحگاهی با دستیار ارشد گروه بوده و جلسات به وسیله یکی از استادان گروه اداره می‌شود. معمولاً در هر جلسه ۳ تا ۴ بیمار منتخب از بیماران بستری شده در کشیک قبلی معرفی می‌شوند. به‌طور معمول معرفی اولیه بیمار بر عهده کارورزان بوده که در ادامه دستیاران نکات تکمیلی را به معرفی اضافه می‌کنند. استادان حاضر در جلسه به منظور آموزش پرسش‌هایی را از کارورزان یا دستیاران پرسیده و نکات موردنظر خود را بیان می‌کنند. مورنینگ ریپورت ها باید دارای استانداردهایی باشند که شامل استاندارد های شرح حال، معاینه فیزیکی، تشخیص های افتراقی، پاراکلینیک ها و منیجمنت است یکی از سایت هایی که به طور تخصصی در این زمینه مورنینگ ریپورت ها را ثبت میکنه شبکه همکاری اکادمیک استاد و دانشجو برای پیشرفت اموزش پزشکی یا به عبارتی NASAAMED است که در سایتی به همین نام این مورنینگ ریپورت ها را ثبت میکند.